# 盧戇章
盧 戇章（ろ こうしょう）は、清末民初の言語学者。漢字表音化の先駆者。字は雪樵。

## 経歴
1928年、福建省同安県生まれ。9歳より義学で学び、18歳で科挙を受験するが失敗した。その後、シンガポールに行き3年間英語を学ぶ。1879年、アモイに戻ってキリスト教に入信し、聖書とともに西洋の科学知識も学んだ。

## 業績・評価
イギリス人宣教師に招かれて『華英辞典』の編集に参加した。その合間を縫って十余年の間個人的に表音文字の研究を続け、1892年に考案した表音文字を「中国切音新字」と名付け、『一目了然新階』というテキストを発行した。この盧戇章の表音文字は、中国人が文字体系の改革に関心を持つきっかけになったといえる。